# Seznam mest v Armeniji
Seznam mest v Armeniji.
| - Abovjan - Agarak - Ahtala - Alaverdi - Aparan - Ararat - Areni - Armavir - Artašat - Arcvašen - Artik - Aštarak - Berd - Bjuregavan - Čambarak - Čarencavan - Dastakert - Diližan - Ečmiadzin (verska prestolnica) - Gavar - Goris - Gjumri (nekoč Alexandropol in Leninakan) - Hrazdan - Idževan - Džermuk - Kadžaran - Kapan | - Maralik - Martuni - Masis - Megri - Mecamor - Nojemberjan - Nor Hačn - Odzun - Sevan - Šamlug - Sisian - Spitak - Stepanavan - Talin - Tašir - Cahkadzor - Tumanjan - Vanadzor (nekoč Karaklis in Kirovakan) - Vardenis - Vajk - Vedi - Jegegnadzor - Jegvard - Erevan (prestolnica) - Zvartnoc |

## 10 največjih mest
1. Erevan – 1.088.300
2. Gjumri – 139.900
3. Vanadzor – 93.600
4. Ečmiadzin – 51.100
5. Hrazdan – 43.800
6. Abovjan – 38.800
7. Kapan – 34.600
8. Alaverdi – 28.700
9. Gavar – 23.200
10. Artašat – 22.500